# Hydractinia symbiopollocaris
Hydractinia symbiopollocaris är en nässeldjursart som beskrevs av Buss och Yund 1989. Hydractinia symbiopollocaris ingår i släktet Hydractinia och familjen Hydractiniidae. Inga underarter finns listade i Catalogue of Life.